# Classe Type 1934
La classe Type 1934 est la première classe de quatre destroyers de la Kriegsmarine construite après la fin de la Première Guerre mondiale.

Les classes de destroyers allemands (en allemand Flottentorpedoboot) ont été généralement connus par l'année de leur conception.

## Contexte
Construits trop rapidement, avec des faiblesses de structure et de motorisation, ils étaient peu utilisables en mer forte.
Les navires ont été baptisés d'après le nom de marins allemands tués dans la Première Guerre mondiale. 

## Les unités
| Nom                 | Quille          | Lancement        | Service         | Fin de carrière          |
| ------------------- | --------------- | ---------------- | --------------- | ------------------------ |
| Z 1 Leberecht Maass | 15 octobre 1934 | 18 août 1935     | 14 janvier 1937 | coulé le 22 février 1940 |
| Z 2 Georg Thiele    | 25 octobre 1934 | 18 août 1935     | 27 février 1937 | coulé le 13 avril 1940   |
| Z 3 Max Schultz     | 2 janvier 1935  | 30 novembre 1935 | 8 avril 1937    | coulé le 22 février 1940 |
| Z 4 Richard Beitzen | 7 janvier 1935  | 30 novembre 1935 | 13 mai 1937     | détruit en 1947          |